# پروپیدیم یدید
پروپیدیم یدید (به انگلیسی: Propidium iodide) با فرمول شیمیایی C۲۷H۳۴I۲N۴ یک ترکیب شیمیایی با شناسه پاب‌کم ۱۰۴۹۸۱ است. که جرم مولی آن ۶۶۸٫۳۹۴۶ g/mol می‌باشد. 